# Smittipora adeoniformis
Smittipora adeoniformis är en mossdjursart som beskrevs av Jean-Loup d'Hondt 1986. Smittipora adeoniformis ingår i släktet Smittipora och familjen Onychocellidae. Inga underarter finns listade i Catalogue of Life.